# باشگاه فوتبال وی‌آن زلاته مراوتسه
باشگاه فوتبال وی‌آن زلاته مراوتسه (انگلیسی: FC ViOn Zlaté Moravce) یک باشگاه فوتبال مستقر در زلاته مراوتسه، اسلواکی است که  در لیگ دسته اول فوتبال اسلواکی، بالاترین سطح لیگ فوتبال در این کشور به فعالیت می پردازد.
این باشگاه در ۲۲ ژانویه ۱۹۹۵ بنیان‌گذاری شده‌است.